# KP Łódź
Klub Piłkarski Łódź (KP Łódź) – polski klub piłki nożnej plażowej, założony w 1996 w Łodzi. Od 2014 występuje w Ekstraklasie. Trzykrotny Mistrz Polski, wielokrotny zdobywca Pucharu i Superpucharu Polski. Czterokrotny uczestnik Euro Winners Cup. Zdobywca trzeciego miejsca w plażowej Lidze Mistrzów 2018, finalista z sezonu 2019.

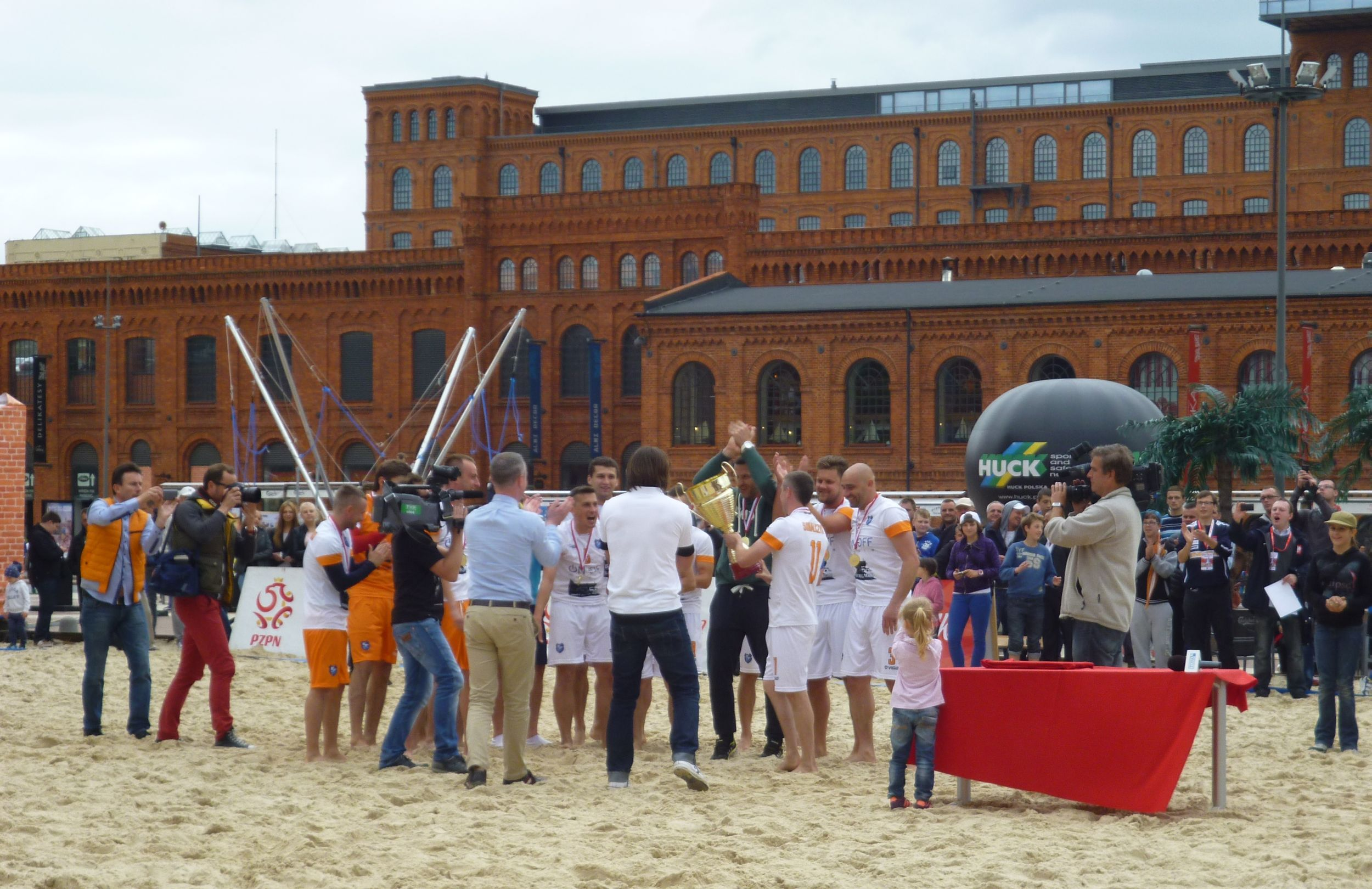
Drużyna KP Łódź odbierająca Puchar Polski w 2014 roku

## Osiągnięcia

### Mistrzostwa Polski
- Mistrzostwo (3x): 2014, 2017, 2019
- Drugie miejsce: 2016
- Trzecie miejsce: 2018

### Puchar Polski
- Zdobywca (5x): 2014, 2015, 2016, 2017, 2018

### Superpuchar Polski
- Zdobywca (2x): 2014, 2017
- Finalista: 2015

### Euro Winners Cup
- 2. miejsce: 2019
- 3. miejsce: 2018
- 8. miejsce: 2015[1]
- faza grupowa: 2017

## Kadra

### Krajowe rozgrywki
Sezon 2018:

| Nr | Poz. | Piłkarz             |
| -- | ---- | ------------------- |
| 1  | BR   | Szymon Gąsiński     |
| 3  | BR   | Damian Piotrowski   |
| 6  |      | Artur Popławski     |
| 8  |      | Bogusław Saganowski |
| 9  |      | Dominik Depta       |
| 10 |      | Daniel Krawczyk     |
| 12 |      | Konrad Kubiak       |

| Nr | Poz. | Piłkarz                     |
| -- | ---- | --------------------------- |
| 13 |      | Karim Madani                |
| 14 |      | Jakub Jesionowski (kapitan) |
| 16 | BR   | Dariusz Słowiński           |
| 18 |      | Filip Gac                   |
| 20 |      | Dominik Woźniak             |
| 41 |      | Grzegorz Brochocki          |
| 80 |      | Llorenç Gómez León          |

### Europejskie rozgrywki
Euro Winners Cup 2019:

| Nr | Poz. | Piłkarz                   |
| -- | ---- | ------------------------- |
| 1  | BR   | Dariusz Słowiński         |
| 6  |      | Artur Popławski           |
| 7  |      | Konrad Kubiak             |
| 8  |      | Jordan                    |
| 9  |      | Dominik Depta             |
| 10 |      | Daniel Krawczyk (kapitan) |

| Nr | Poz. | Piłkarz           |
| -- | ---- | ----------------- |
| 11 |      | Karim Madani      |
| 12 | BR   | Łukasz Świdnicki  |
| 14 |      | Jakub Jesionowski |
| 15 |      | Tomasz Poźniak    |
| 18 |      | Filip Gac         |
| 20 |      | Paulihno          |